# 宗场镇
宗场镇，是中华人民共和国四川省宜宾市翠屏区下辖的一个乡镇级行政单位。

## 行政区划
宗场镇下辖以下地区：
宗星社区、禾甫社区村、新治村、石骨村、龙洞村、赤岩村、民胜村、新权村、鱼台村、乐元村、钓竿村、中丰村和新屋村。